# Listina (diplomatika)

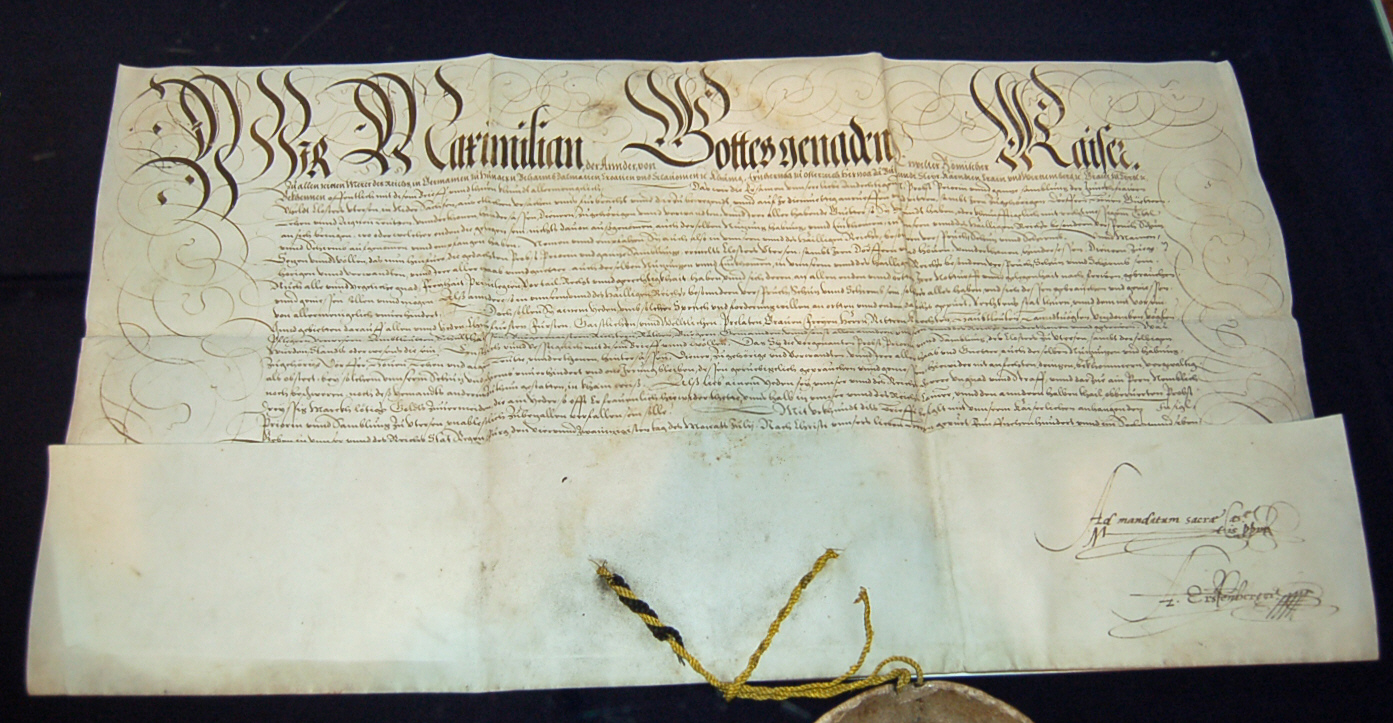
Listina s typickou plikou a přivěšenou pečetí

Listina (lat. diploma, charta, littera, něm. Urkunde) je obecně jakýkoliv písemný úřední dokument. Při konkrétnější definici je listina písemné svědectví o právním jednání s právní platností. Zakládá nové právo a zároveň je dokazuje. Takovou listinou se zabývá diplomatika. Pojem listina prosadil František Palacký, aby odlišil tento široký pojem od ostatních písemností, které byly všechny označovány jako list s konkrétním adjektivem (erbovní list atp.). V současné diplomatické typologii označuje list takové písemnosti, které o právním jednání informují, ale nemají právní platnost.
Listiny zachovávají určité formální náležitosti, které jim dávají důraz a závaznost (např. podpisy, pečeť, razítko). Mají, až na výjimky (dlužní úpisy, odpustkové listiny), neomezenou platnost. Mají také zpravidla slavnostní vyhotovení a jsou předávány v otevřené formě, bez uzavření. Jako záruky určitých práv byly listiny velmi pečlivě chráněny, ale také často falšovány.
Ve středověku představovaly listiny velkou část písemné produkce, proto jsou také základem středověkých archivů a původní i nejdůležitější náplní diplomatiky. Se zvýšením písemné produkce se v pozdějších obdobích objevují vedle jednodušších listin i písemné produkty jednodušší formy, tedy mandáty (tj. písemnosti s omezenou působností) a listy. Vzhledem k šíři tématu se listiny dělí podle různých kritérií. V právu se listiny rozlišují na veřejné a soukromé. V diplomatice toto právní dělení ovšem naráží na problém, kdo ve středověku vydával veřejné a kdo soukromé.

## Dělení
K rozdělení listinného materiálu se používá různých kritérií:
- podle právní síly

1. dispozitivní (vykonávací, jinak konstitutivní) listina, charta či carta – je součástí právního konání, které vyhotovením listiny končí (rozhodnutí vstupuje v platnost)
2. vysvědčovací (důkazná, jinak deklarativní) listina, notitia – je vyhotovena až dodatečně, po skončení právního konání, které původně nebylo zlistiněno; svědčí o původním právním úkonu

- podle vydavatele – listina císařská x papežská x soukromá
- podle provenience – listina kancelářská x nekancelářská
- podle obsahu a formy vyhotovení – privilegium x patent x uzavřená listina x směna x smlouva x soudní listina

## Vnější a vnitřní znaky listiny
Vnější a vnitřní znaky je souhrn určitých forem, které musí být dodrženy při vyhotovení každé listiny.
1. Vnější znaky – jsou patrné pouze na originálu nebo kvalitní fotokopii
  - Psací látka
  - Formát
  - Linkování
  - Inkoust
  - Písmo
  - Výzdoba
  - Korektury a razury
  - Grafická znamení
  - Podpisy, poznámky a přípisy kancelářského původu
  - Pečeti
2. Vnitřní znaky – jsou zjistitelné i z opisu či edice
  - Jazyk
  - Skladba
  - Styl (diktát)

## Skladba listiny
Každou listinu lze rozdělit na úvodní část (protokol), vlastní text a závěrečnou část (eschatokol). V těchto částech je možné dále rozeznávat jednotlivé pevně dané formule, řazené v přibližně ustáleném pořadí. Pořadí jednotlivých formulí však není vždy přesně dodržováno, stejně jako nejsou v každé listině obsaženy všechny bez výjimky. Postupem času dochází ke zjednodušování listin a k vypouštění méně podstatných formulí. V novověkých listinách jsou tak už často obsaženy jen nezbytně nutné údaje. Přestože ostatní diplomatické písemnosti (mandáty, listy) jsou svou formou mnohem jednodušší, základní dělení na protokol, text a eschatokol zachovávají.

### Protokol
Protokol jako úvodní část listiny nezávisí na právním obsahu, je stylizován individuálně vždy podle zvyklostí vydavatele, respektive jeho kanceláře.
- Invokace – úvodní vzývání jména božího (aby svou ochranou napomáhal realizaci obsahu). Tato invokace může být buď slovní („In nomine Domini amen“) nebo monogramatická, tedy grafická. Jen vzácně jsou použity oba způsoby. Mezi grafické invokace patří například chrismon, labarum či řecká písmena alfa a omega. V novověku invokace postupně mizí, až se zcela vytrácí v období osvícenství. Později se objevuje již jen v církevních písemnostech či v listinách silně katolických států.
- Intitulace – jméno a titul vydavatele listiny. Intitulace může též obsahovat devoční formuli, tedy odvolání se na svěření moci od Boha. Tato formule, vyjádřená spojením „Dei gratia“ (z milosti boží) je vkládána mezi jméno a titul vydavatele. Vyskytuje se zejména u panovnických listin. V 19. století používání intitulace mizí a nahrazuje je ručně psané i předtištěné záhlaví.
- Inskripce, adresa – jméno a hodnost příjemce/příjemců
- Salutace – pozdravná formule vydavatele příjemci, v papežských listinách často ve formě požehnání. Papežská privilegia obsahují místo salutace tzv. zvěčňovací formuli („in perpetuum“), která vyjadřuje přání, aby obsah listiny měl trvalou platnost. Postupně se tato formule uplatnila i v listinách světských panovníků.

### Text
Text je nejdůležitější částí listiny.
- Arenga – úvodní slovo, obsahující vyjádření obecného důvodu k právnímu konání i k vydání listiny. Arenga se vyskytuje spíše ve slavnostnějších listinách, není použita vždy. Často obsahuje citáty z Bible, teologických, filosofických a právnických spisů.
- Promulgace – vyjádření úmyslu uvést obsah listiny ve všeobecnou známost
- Narace – uvádí konkrétní důvody vzniku listiny a události související s jejím vystavením, včetně jmen osob, které žádost zprostředkovaly; podrobně informuje o zásluhách příjemce
- Dispozice – vlastní právní jádro listiny, nejdůležitější formule. Dispozice často obsahuje též pertinenční formuli, která vypočítává příslušenství statku nebo půdy, s níž se disponuje (zejména v donačních, nadačních a konfirmačních listinách či v trhových smlouvách nemovitého majetku).
- Sankce – trestní formule, prohlubující respektování právního stavu (od 13. století postupně zaniká)
  - pozitivní (benedikce) – slib milosti a odměny všem, kteří ustanovení listiny budou zachovávat
  - negativní (kominace) – hrozba trestem hmotné i nehmotné povahy všem rušitelům ustanovení (peněžitá pokuta, nemilost, klatba[nepřesný odkaz], věčné zatracení)
- Koroborace – oznámení o způsobu ověření listiny (hlavním prostředkem je pečeť, dále např. svědci a jejich podpisy)

### Eschatokol
Eschatokol představuje závěrečnou část listiny.
- Subskripce – podpisy či vyjmenování svědků („svědečná řada“), případně úředníků vydavatelovy kanceláře či samotného vydavatele (často ve formě monogramu či jiného speciálního znaku). V papežských listinách se v této části vyskytují také pozdrav (bene valete) či rota.
- Datace – údaje o době, případně místě vzniku listiny. Plně rozvinutá formule obsahuje také datum a místo právního pořízení a zpravidla jmenuje i osobu, zodpovědnou za správnost vyhotovení listiny. Mezi vlastním právním jednáním a zlistiněním může uplynout poměrně dlouhá doba, obě data proto mohou být značně odlišná.
- Aprekace – krátká závěrečná modlitba za věčnou platnost vůle vydavatele a realizaci právního obsahu listiny. Často je zkrácena na pouhé „Amen“ a řada listin aprekaci zcela postrádá.

### Ukázka
Formulář listiny obsahující všechny výše zmíněné části na příkladu fiktivního textu:
invokace> Ve jménu svaté a nerozdílné Trojice amen. <invokace / arenga>
Všeho příběhu světa tohoto a lidské zjednání z paměti zachází, když paměti listy zjednané není. <arenga / intitulace>
My Jan, z boží milosti (devoční formule) Český, Polský král, Lucemburský hrabě etc. <intitulace / salutace>
milost svu vám vzkazujem, <salutace / promulgace>
oznamujem tímto listem před nynějšími a buducími a obecně před každým člověkem, ktož tento list uzří anebo čtucí uslyší, <promulgace / narace>
že jsu přistupili před nás někteří měšťané města našeho a prosili jsu nás <narace / inskripce
jménem purkmistra, konšeluov i vší obce téhož města, <inskripce / pokračování narace>
abychom jich od komory naší královské více nezastavovati ráčili. <pokračování narace / dispozice>
Protož již psaným purkmistru, konšelom i vší obci města nynějším i buducím tuto milost zvláštní naší tímto listem činíme a dáváme tak, že my ani buducí naši králové Čeští nemáme aniž budem již psaného města s obyvateli téhož města i také sum našich královských ani úrokuov ani kterých jiných poplatkuov s téhož města do komory naší královské příslušejících žádnému člověku zapisovati ani zastavovati za dluhy nebo krátký čas i žádným živým obyčejem, ale má již psané město i s obyvateli téhož města i s summami, s úroky i s jinými poplatky do komory naší královské příslušejícími při naší i také buducích našich králuov Českých komoře zuostati po věčné časy buducí. A jestli že bychom my nebo buducí naši králové králové Čeští kdy potom to město nebo obyvatele jeho summy, úroky a poplatky s téhož města do komory naší královské příslušející komu zastavili, zapsali neb kterakkoli zavadili z nepaměti nebo kterýmkoli jiným obyčejem, tehdy chceme a tímto listem ustanovujem, aby takové zapsání, zavázání nebo zastavení proti tomuto našemu listu žádné moci ani pevnosti nemělo, ale tento list náš aby v své moci a pevnosti zuostal. <dispozice / sankce>
Nebo my to všecko, což by se proti tomuto listu stalo, tímto listem rušíme, kazíme a moříme a to pod uvarováním hněvu našeho i buducích našich králuov Českých. <sankce / koroborace>
Na potvrzení toho všeho, na pevnost a pro lepší jistotu přikázali jsme s pravým vědomím naším pečeť naší královsku k tomuto listu přivěsiti, <koroborace / datace>
jenž jest dán v Praze léta po narození syna božího tisícého třístého dvadcátého osmého, v pondělí před nastolováním svatého Petra apoštola božího, království našeho léta XVIII, <datace / subskripce>
rukou našeho notáře za přítomnosti mnohých svědků, jejichž jména jsou Ondřej komorník, Diviš truksas, Havel šenk, kněz Petr kaplan náš i někteří další. <subskripce / aprekace>
Amen. <aprekace

## Historický vývoj
Počátky listiny se obvykle kladou do období antického Říma (např. tabula Bantina z l. 133–118 př. n. l.), po rozpadu v 5. století listina ve své původní funkci prakticky úplně zanikla, uchovala se pouze papežská a císařská listina. K opětovnému znovuobjevení listiny pro širší okruh souvisí s pronikáním písemné kultury někdy od 11. století (historiografie někdy rozlišuje listiny veřejné, tedy papežské a císařské a neveřejné, tedy vydané jinými velmoži než papež a císař).

### Čechy
V českém prostředí vzniká listina prakticky úplně nově, především zásluhou církve. O prvním pronikáním právního povědomí listiny a písemné kultury svědčí tzv. zakládací listina litoměřické kapituly, což ještě není listina v pravém slova smyslu, je to pamětní zápis (akt) vytvořený církevní institucí po vzoru vyspělejší papežské listiny v době, kdy panovnická kancelář ještě neexistovala. Kontinuální vydávání listin je dáváno do souvislosti s Jindřichem Zdíkem a jeho kanceláří v 2. čtvrtině 12. století a panovnická kancelář se začíná budovat až za Vladislava II. U šlechty bylo vydávání listiny poněkud pomalejší, první nesmělý náznak představuje listina potvrzující založení Sedleckého kláštera velmožem Miroslavem ve 40. letech 12. století, nicméně tato ještě byla zlisitněna panovníkem a biskupy. První doložená šlechtická pečeť je z roku 1189 od Hroznaty Crispuse, první listinou pod jménem velmože a s jeho pečetí je testament bl. Hroznaty, ale ještě ani on nejednal zcela samostatně, protože k listině byla přivěšena také pečeť pražské kapituly. První zcela samostatnou listinou vydanou velmožem je listina Vítka z Prčice z roku 1220, od roku 1253 dochází k prudkému nárůstu počtu takovýchto listin.